# Folkfronten (Tunisien)
Folkfronten för att förverkliga de revolutionära målen (arabiska: الجبهة الشعبية لتحقيق أهداف الثورة; franska: Front populaire pour la réalisation des objectifs de la révolution), förkortat Folkfronten (ej-Jabha), är en vänsterkoalition av partier i Tunisien, som består av nio politiska partier och många oberoende politiker.
Koalitionen bildades i oktober 2012, vilket sammanförde 12 tunisiska partier på vänsterkanten, inklusive Demokratiska patrioters enade parti, Arbetarpartiet, Gröna Tunisienpartiet (lämnat koalitionen), den Socialdemokratiska rörelsen (lämnat koalitionen), den Tunisiska Baathrörelsen och Arabdemokratiska partiet, två olika partier av den irakiska grenen av Baathpartiet, och andra progressiva partier. Antalet partier som ingår i koalitionen har sedan dess minskat till nio. Cirka 15 000 personer deltog i koalitionens första möte i Tunis.